# Luuk Wouters
Luuk Wouters (Schijndel, 8 giugno 1999) è un calciatore olandese, difensore dell'RKC Waalwijk.

## Caratteristiche tecniche
È un difensore centrale.

## Carriera
Cresciuto nel settore giovanile del Willem II, nel 2018 è stato acquistato dal Groningen con cui ha disputato una stagione con la squadra riserve collezionando 27 presenze in Derde Divisie. L'estate seguente è stato acquistato dall'RKC Waalwijk che dopo una prima stagione trascorsa con la formazione Under-21 lo ha promosso in prima squadra.
L'11 settembre 2020 ha firmato il suo primo contratto professionistico con il club gialloblu e due giorni più tardi ha esordito in Eredivisie giocando da titolare l'incontro perso 1-0 contro il Vitesse. Confermato titolare al centro della difesa, nel match seguente contro l'Ajax è stato espulso a causa di un fallo commesso su Zakaria Labyad ma a seguito del ricorso presentato dalla sua società la squalifica è stata annullata ed è potuto scendere in campo nell'incontro successivo contro l'Utrecht.

## Statistiche
Statistiche aggiornate al 2 ottobre 2020.

### Presenze e reti nei club
| Stagione        | Squadra         | Campionato      | Campionato | Campionato | Coppe nazionali | Coppe nazionali | Coppe nazionali | Coppe continentali | Coppe continentali | Coppe continentali | Altre coppe | Altre coppe | Altre coppe | Totale | Totale | Totale |
| Stagione        | Squadra         | Comp            | Pres       | Reti       | Comp            | Pres            | Reti            | Comp               | Pres               | Reti               | Comp        | Pres        | Reti        | Pres   | Reti   |        |
| --------------- | --------------- | --------------- | ---------- | ---------- | --------------- | --------------- | --------------- | ------------------ | ------------------ | ------------------ | ----------- | ----------- | ----------- | ------ | ------ | ------ |
| 2018-2019       | Jong Groningen  | 3D              | 27         | 0          |                 | -               | -               |                    | -                  | -                  |             | -           | -           | 27     | 0      |        |
| 2020-2021       | RKC Waalwijk    | ED              | 3          | 0          | CO              | 0               | 0               |                    | -                  | -                  |             | -           | -           | 3      | 0      |        |
| Totale carriera | Totale carriera | Totale carriera | 30         | 0          |                 | 0               | 0               |                    | -                  | -                  |             | -           | -           | 30     | 0      |        |